# Turno
(Virgilio, Eneide, VII, 83-88)
Turno (in latino Turnus) è un importante personaggio nell'Eneide del famoso Virgilio.
Nel poema, Turno è il giovane re dei Rutuli di Ardea, promesso a Lavinia, figlia di Latino re di Laurento. Tuttavia, l'arrivo di Enea e degli altri profughi troiani sconvolge la situazione nel Lazio, evolvendo in un vasto conflitto tra i Rutuli di Turno e i Troiani di Enea, entrambi affiancati da numerosi popoli alleati.

## Il mito

### Le origini
Giovane e bellissimo re dei Rutuli, Turno è anche semidio, essendo figlio di Dauno e della ninfa Venilia. Ha due sorelle: la più giovane è sposata con un rutulo di nome Numano, mentre l'altra è Giuturna, che amata a suo tempo da Giove è stata da lui resa immortale. 
Per un'altra versione, Turno, cugino di Amata moglie del re Latino, era un latino disertore, posto a capo dell'esercito dei Rutuli.
Il suo nome viene fatto derivare dal greco antico Touros, che ha significato di animo impetuoso. Ma secondo talune fonti potrebbe invece intendersi come Turrenos; le versioni in lingua etrusca sono molteplici e vengono date come Tursnus, Turosnus, o ancora Turannus.

### La morte in guerra
Secondo il racconto virgiliano, quando Enea giunge nel Lazio, il re Latino, volendo sancire con lui un'alleanza, gli dà in sposa la figlia Lavinia, peraltro già promessa a Turno. A ciò s'oppone decisamente Amata, madre di Lavinia e moglie di Latino, che aveva sempre prediletto il giovane italico come futuro sposo della fanciulla. A nulla servono le proteste della donna, aizzata follemente dalla furia Aletto per ordine di Giunone, che scatena orge bacchiche e canta le nozze di Lavinia e Turno.
Nel racconto di Tito Livio, Turno entra in guerra contemporaneamente contro Enea e Latino, perché Lavinia, che gli era stata promessa in sposa, è invece stata assegnata ad Enea, dopo lo sbarco dei troiani nel Lazio. Nel primo scontro, i Rutuli sono sconfitti, ma il re Latino cade morto in battaglia.

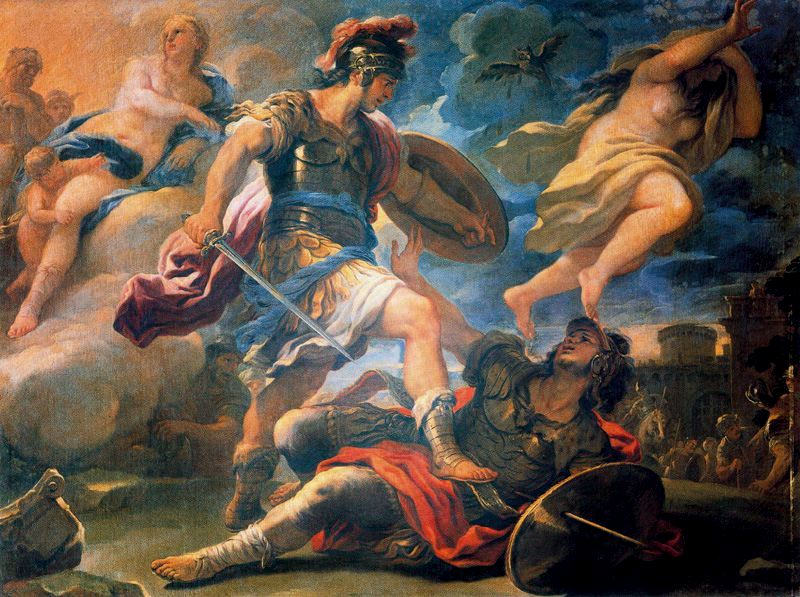
Il duello tra Turno ed Enea in un dipinto di Luca Giordano.

Nell'Eneide Turno, per rappresaglia, decide di dichiarare guerra ai troiani di Enea, con il quale si batte in duello mortale nell'ultimo libro, venendone sconfitto; nella drammatica scena finale, quando egli è già stato ferito, Enea si accorge che l'avversario indossa ancora il balteus del giovane amico Pallante, ed è per questo che l'eroe troiano, dopo l'iniziale intenzione di risparmiarlo per le suppliche del nemico (l'atteggiamento di Turno non è dettato dalla paura della morte, ma dal desiderio di evitare il più grande dei dolori al suo vecchio padre) spinto da un'ira vendicativa infligge dunque al Rutulo il colpo di grazia.
(Virgilio, Eneide, XII, traduzione di Luca Canali)
Livio invece non racconta della morte di Turno, ma solo della successiva battaglia combattuta dai Rutuli e dai loro alleati Etruschi, guidati dal re Mezenzio, contro i Latini, condotti da Enea, che rimarrà ucciso nello scontro.

## Interpretazione
Nel poema virgiliano, Turno è presentato come l'alter ego di Enea, un eroe segnato dal fato. È un sovrano molto amato dai suoi guerrieri e anche dagli alleati, tra i quali ci sono i suoi due più grandi amici, il re italico Ramnete, che è anche l'augure dell'accampamento, e Murrano, un giovane di Laurento imparentato con la famiglia del re Latino. Il suo unico detrattore è il vecchio cortigiano latino Drance, sostenitore di un accordo di pace tra gli italici ed Enea.
Nella guerra Turno si batte con passione e ardore, occasionalmente cedendo alla ferocia (ad esempio nell'episodio dell'uccisione di Pallante, al cui cadavere egli sottrae il balteo: per la qual cosa, come si è detto, Enea non avrà pietà di lui nella sfida finale).

## Realtà storica
Il personaggio virgiliano di Turno mostra forti analogie con quanto lo storico Tito Livio, attivo più o meno negli stessi anni, scrisse su IV secolo a.C. Il duello mortale con Enea, e il luogo nel quale si svolge, mostrano infatti perfette similitudini con i fatti occorsi tra Marco Valerio Corvo, nell'Eneide corrispondente ad Enea, e il suo nemico gallo, rappresentante del popolo celtico che invase l'Italia, identificabile proprio con Turno, figlio di Dauno re di Daunia (parte dell'Apulia), terra influenzata dalla presenza siracusana in epoca dionigiana.

## Vittime di Turno
Turno è il guerriero italico che più di ogni altro nell'Eneide fa strage dei Troiani e dei loro alleati, arrivando ad uccidere da solo quasi 50 nemici. Tra di loro ce ne sono due con il nome "Fegeo", e altri due con il nome "Amico".
1. Elenore: giovanissimo guerriero, figlio illegittimo del re di Meonia, difensore del castrum troiano.
2. Lico: un difensore del castrum troiano.
3. Ceneo: un difensore del castrum troiano.
4. Iti: un difensore del castrum troiano.
5. Clonio: un difensore del castrum troiano.
6. Dioxippo: un difensore del castrum troiano.
7. Promolo: un difensore del castrum troiano.
8. Sagari: un difensore del castrum troiano.
9. Ida: un difensore del castrum troiano.
10. Antifate: figlio illegittimo del re licio Sarpedonte; difensore del castrum troiano.
11. Merope: un difensore del castrum troiano.
12. Erimanto: un difensore del castrum troiano.
13. Afidno: un difensore troiano del castrum.
14. Bizia: guerriero enorme, difensore del castrum; protetto da una corazza invulnerabile; Turno riesce a perforarla tramite una falarica, scagliata con estrema violenza.
15. Pandaro: fratello di Bizia, difensore del castrum; Turno gli si avventa contro e gli spacca letteralmente la testa, lasciando colare i brandelli di cervello sulla corazza e al suolo.
16. Faleri: colpito da Turno all'interno del campo troiano.
17. Gige: ucciso insieme a Faleri; Turno lo colpisce a una gamba tagliandola di netto.
18. Ali: ucciso subito dopo Faleri e Gige; Turno lo trafigge alla schiena mentre fugge.
19. Fegeo: ucciso come Ali mentre fugge.
20. Alcandro: ucciso di sorpresa mentre si trova sul muro di guardia.
21. Alio: ucciso come il precedente.
22. Noemone: ucciso come i precedenti.
23. Pritani: ucciso come i precedenti.
24. Linceo: decapitato di netto dalla spada del re rutulo; la sua testa viene quindi lanciata lontano e fatta ricadere al suolo, dopo un lungo volo. Anche la sua uccisione avviene all'interno del campo troiano.
25. Amico: guerriero e cacciatore. Ucciso nel campo troiano.
26. Clizio: ucciso nel campo troiano.
27. Creteo: ucciso nel campo troiano.
28. Pallante: figlio del re Evandro, alleato principale di Enea, al quale strappa il balteo. In seguito Pallante sarà vendicato da Enea che farà scempio di italici, fino ad uccidere Turno.
29. Stenelo: prima vittima di Turno dopo la lunga assenza dal campo di battaglia.
30. Tamiro: guerriero troiano.
31. Folo: guerriero troiano.
32. Glauco: guerriero troiano.
33. Lade: guerriero troiano.
34. Eumede: figlio dell'antico Dolone (decapitato da Diomede).
35. Asbite: guerriero troiano.
36. Cloreo: colui che aveva distratto la guerriera volsca Camilla, uccisa a bruciapelo da Arrunte.
37. Sibari: guerriero troiano.
38. Darete: vecchio troiano, sacerdote e pugile.
39. Tersiloco: guerriero troiano.
40. Timete: guerriero troiano.
41. Fegeo: decapitato mentre era trascinato dietro il suo carro ad opera di Turno, che, con un inganno l'aveva portato a ciò per poi lasciare il suo busto sulla sabbia e la sua testa ancora trainata dietro i cavalli.
42. Amico: ucciso e poi decapitato; la sua testa viene conficcata in cima alla sua lancia, e quindi legata al carro che Turno porta via. Accade durante il confronto con Enea, alla fine del canto XII dell'Eneide
43. Diore: fratello di Amico, ne subisce la stessa identica sorte.
44. Claro: fratellastro di Sarpedonte.
45. Temone: altro fratellastro di Sarpedonte.
46. Menete: giovane guerriero arcade, amante più della pace che della guerra.
47. Illo: guerriero arcade.
48. Creteo: guerriero arcade.
49. Eolo: guerriero troiano.

## Nella cultura di massa

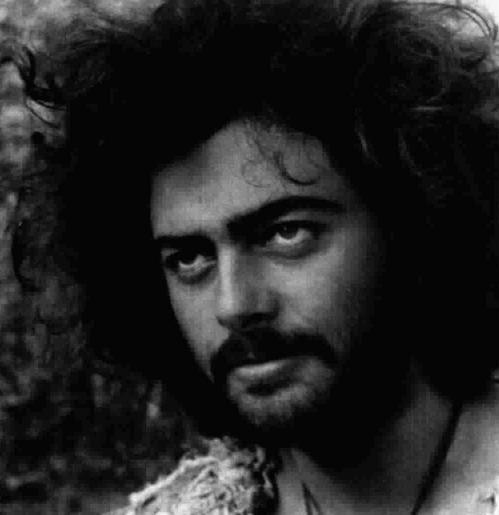
Andrea Giordana nel ruolo di Turno nello sceneggiato Eneide

### Arte
In campo artistico le fasi finali del duello tra Turno ed Enea sono state celebrate da Luca Giordano e Aureliano Milani; entrambi rappresentano il momento in cui il re rutulo, atterrato dal suo nemico, supplica di essere risparmiato.

### Cinema e tv
Nello sceneggiato televisivo Eneide, Turno ha il volto dell'attore Andrea Giordana.

## Omaggi
- A Turno è stato dedicato un cratere del satellite Dione.
- Gli sono state intitolate una via di Roma e una di Ardea.